# Villum Clausen (schip, 2000)
HSC Villum Clausen (bouwjaar 2000) is een catamaran van de Deense rederij BornholmerFærgen met een capaciteit van ca. 215 personenauto's en 1055 passagiers; iedere passagier heeft een zitplaats. De topsnelheid bedraagt 48 knopen / 89 km per uur.
Op 16 en 17 februari 2000 legde de veerboot, bij de tocht van de werf van Austal Ships in Australië naar Denemarken, in 24 uur tijd 1063 zeemijlen af met een topsnelheid van 47,7 knopen en een gemiddelde van 44,3 knopen en kwam daarmee in het Guinness Book of Records.
HSC Villum Clausen is vernoemd naar de vrijheidsstrijder Villum Clausen (1630-1679).
Sinds 2017 maakt de Villum Clausen onderdeel uit van de vloot van Seajets en is vernoemd tot WorldChampion Jet. 

## Voortstuwing
De Villum Clausen wordt aangedreven door twee GE LM 2500 gasturbines, met een vermogen van 18.000 kW bij 3.600 tpm, vier Kamewa 112 SII waterjets via twee Renk BS2 137 versnellingsbakken. De verkeerssnelheid op 85% MCR is 41 knopen met 485dwt on-board, de tonnenmaat is ongeveer 500t en het brandstofverbruik op 85 procent MCR is ongeveer 7,4t/h.

## Route

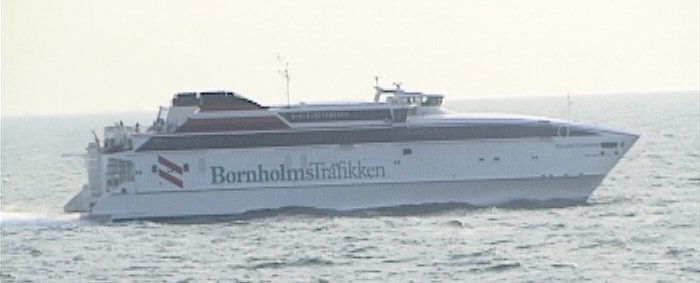
Catamaran Villum Clausen

Het schip vaart, hoofdzakelijk vanaf eind mei tot begin oktober, dagelijks de route Piraeus - Syros - Mykonos - Naxos - Ios - Santorini vv. De periodes worden, voorgaand aan de seizoensstart van de WorldChampion Jet en aansluitend aan het einde ervan, vanwege het brandstofverbruik, doorgaans uitgevoerd door Champion Jet 2, Champion Jet 1 of een van de andere schepen uit de Seajets vloot. 

## Zusterschepen
- Adnan Menderes
- Carmen Ernestina
- Jonathan Swift
- Lilia Concepcion
- Tanger Jet II
- Turgut Ozal

## Galerij

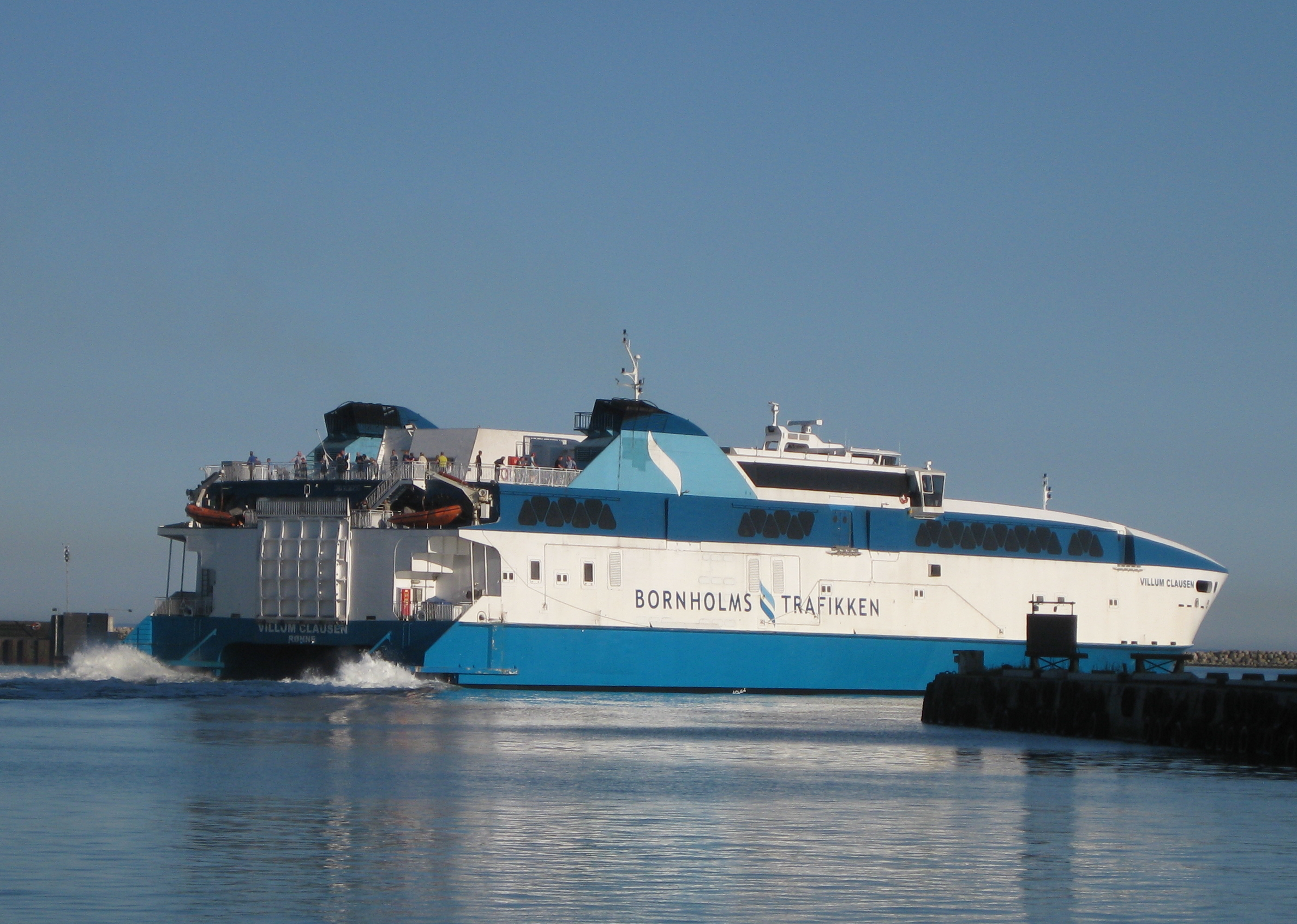
Villum Clausen in Ystad
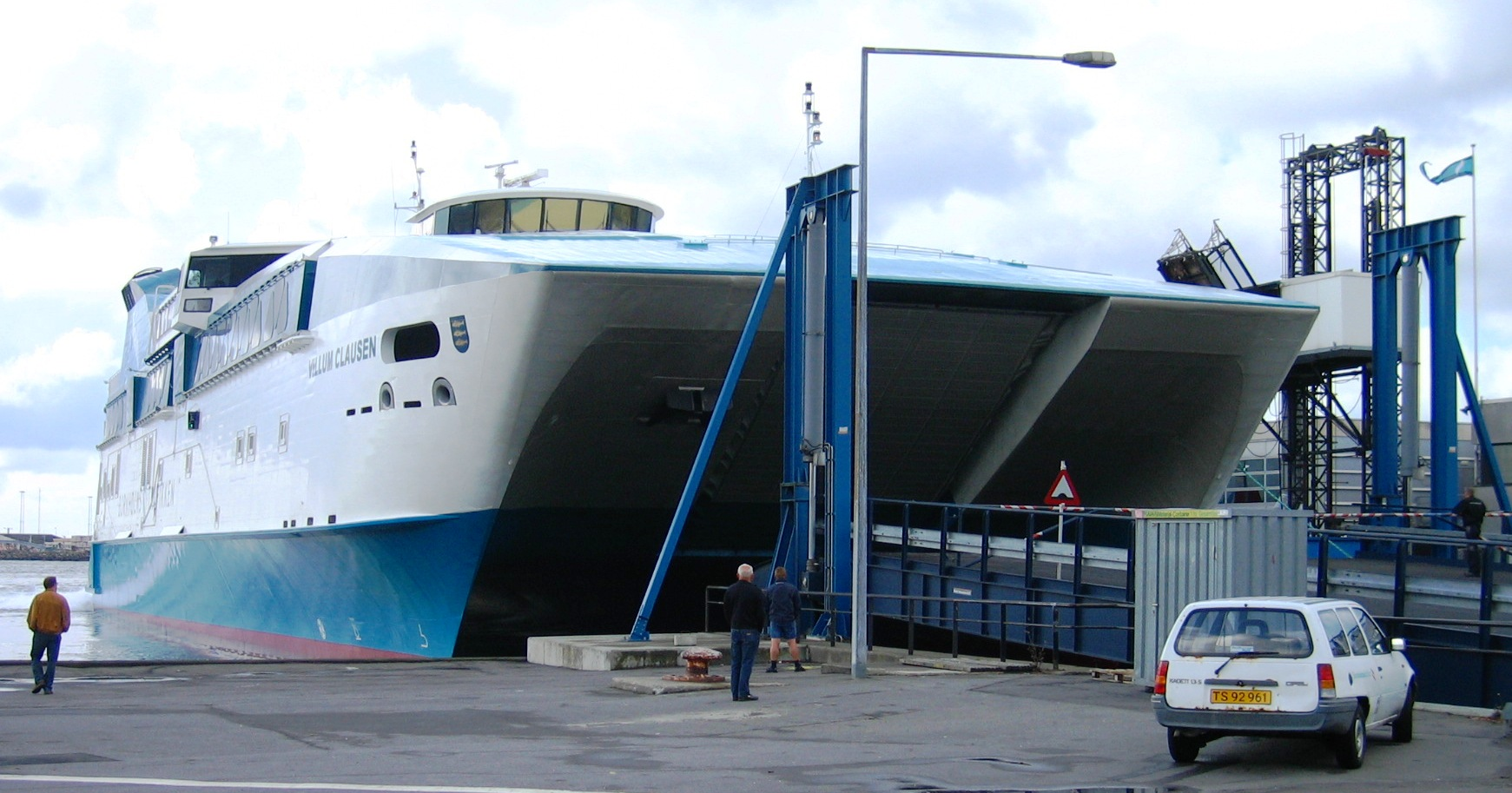
Villum Clausen in Rønne
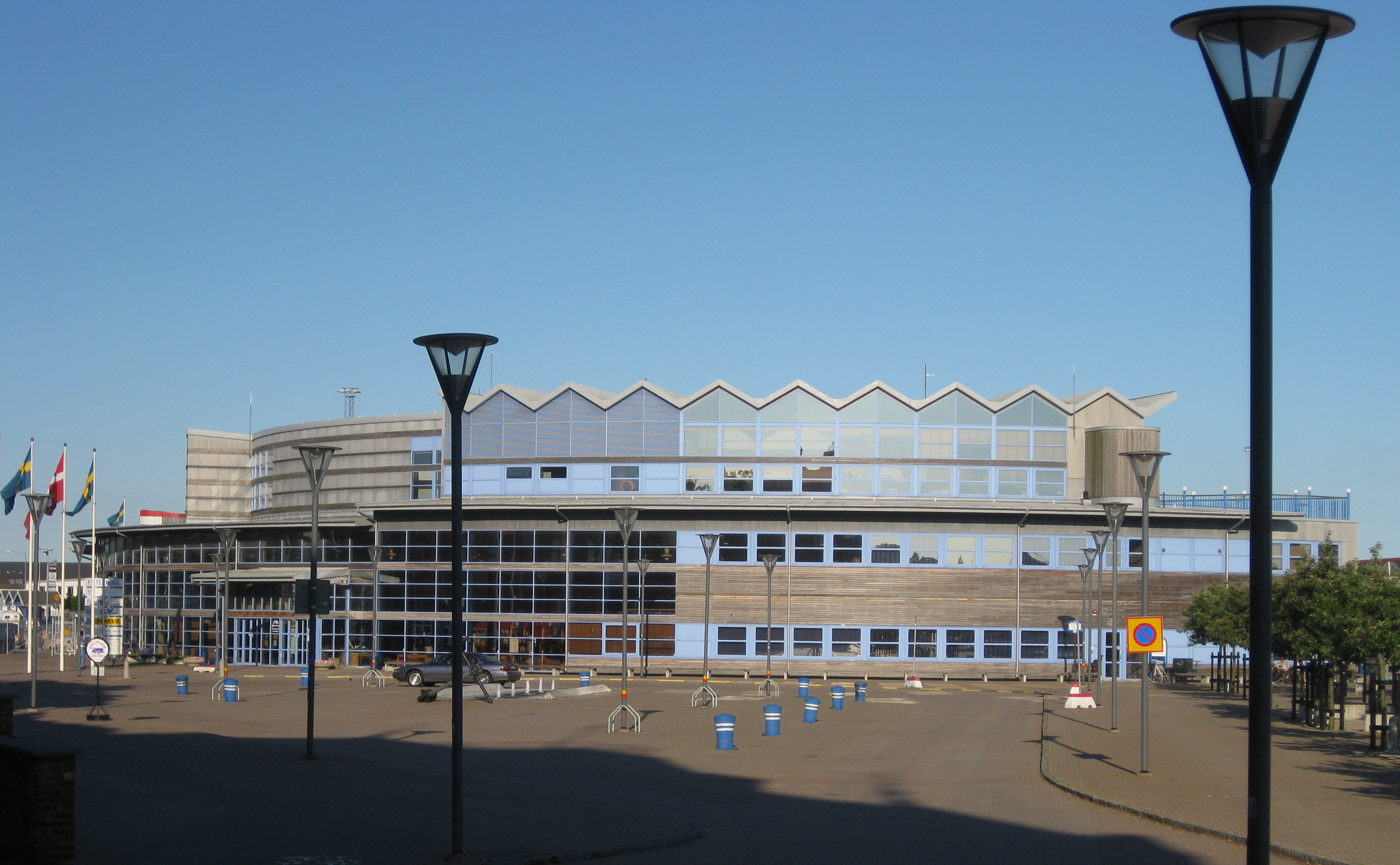
Terminal van BornholmerFærgen waar Villum Clausen aanmeert.
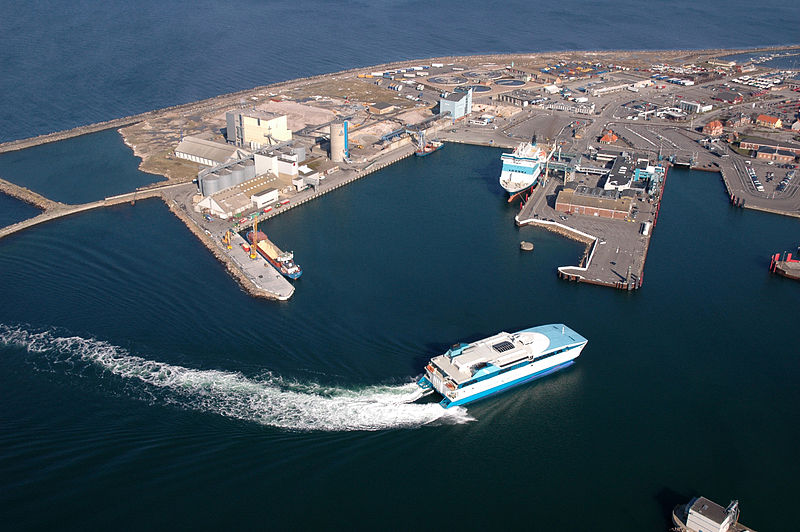
Rønne Havn met Villum Claussen
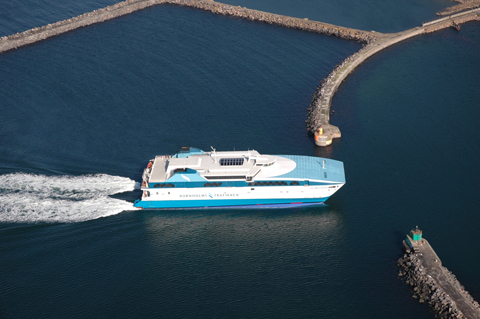
Villum Clausen dicht bij Rønne Havn

Skandia · Heimdal · Hjalmar · Thor · Bornholm · Skandia · Ørnen · Heimdal · Frem · Bornholm · Hammershus · Østersøen · Rotna · Ella · Kongedybet · Østersøen · Bornholm · Thorkild Lund · Bornholm · 66-Paketten · Bornholmerpilen · Hammershus · Rotna · Isefjord · Hammershus · Rotna · Povl Anker · Jens Kofod · Julle · Peder Olsen · Gute · Villum Clausen · Dana Hafnia · Clare · King Of Scandinavia · Bora Mari · Rügen · Vilja · Dueodde · Hammerodde · Skania · Leonora Christina